# Vukašin Krstić
Vukašin Krstić (in serbo Вукашин Крстић?; Novi Sad, 13 aprile 2003) è un calciatore serbo, difensore del TSC Bačka Topola.

## Caratteristiche tecniche
È un difensore centrale.

## Carriera

### Club
È cresciuto nei settori giovanili di Vojvodina e Stella Rossa, per poi passare al TSC Bačka Topola nel 2021. Ha debuttato in prima squadra il 9 agosto dello stesso anno nell'incontro di Superliga vinto 2-1 contro il Radnički Niš.

### Nazionale
Ha giocato nelle nazionali giovanili serbe Under-15, Under-16, Under-17 ed Under-20.

## Statistiche

### Presenze e reti nei club
Statistiche aggiornate al 20 febbraio 2025.
| Stagione        | Squadra          | Campionato      | Campionato | Campionato | Coppe nazionali | Coppe nazionali | Coppe nazionali | Coppe continentali | Coppe continentali | Coppe continentali | Altre coppe | Altre coppe | Altre coppe | Totale | Totale | Totale |
| Stagione        | Squadra          | Comp            | Pres       | Reti       | Comp            | Pres            | Reti            | Comp               | Pres               | Reti               | Comp        | Pres        | Reti        | Pres   | Reti   |        |
| --------------- | ---------------- | --------------- | ---------- | ---------- | --------------- | --------------- | --------------- | ------------------ | ------------------ | ------------------ | ----------- | ----------- | ----------- | ------ | ------ | ------ |
| 2021-2022       | TSC Bačka Topola | SL              | 4          | 0          | CS              | 0               | 0               | -                  | -                  | -                  | -           | -           | -           | 4      | 0      |        |
| 2022-2023       | TSC Bačka Topola | SL              | 6          | 0          | CS              | 3               | 0               | -                  | -                  | -                  | -           | -           | -           | 9      | 0      |        |
| 2023-2024       | TSC Bačka Topola | SL              | 22         | 0          | CS              | 1               | 0               | UCL+UEL            | 0+2                | 0                  | -           | -           | -           | 25     | 0      |        |
| 2024-2025       | TSC Bačka Topola | SL              | 11         | 0          | CS              | 1               | 0               | UEL+UECL           | 1+3                | 0                  | -           | -           | -           | 16     | 0      |        |
| Totale carriera | Totale carriera  | Totale carriera | 43         | 0          |                 | 5               | 0               |                    | 6                  | 0                  |             | -           | -           | 54     | 0      |        |